# NFAFU Viša Liga 2015
La Viša Liga 2015 è la 21ª edizione del campionato di football americano di primo livello, organizzato dalla NFAFU.

## Squadre partecipanti
| Club                    | Città         | Stadio | Sponsor ufficiale | Risultato nella stagione 2014 |
| ----------------------- | ------------- | ------ | ----------------- | ----------------------------- |
| Dnepr Rockets           | Dnipro        |        |                   |                               |
| Khmelnitskiy Gladiators | Chmel'nyc'kyj |        |                   |                               |
| Kiev Bandits            | Kiev          |        |                   |                               |
| Kiev Bulldogs           | Kiev          |        |                   |                               |
| Kiev Knights            | Kiev          |        |                   |                               |
| Kiev Slavs              | Kiev          |        |                   |                               |
| Lviv Lions              | Leopoli       |        |                   |                               |
| Odessa Pirates          | Odessa        |        |                   |                               |
| Rivne Monarchs          | Rivne         |        |                   |                               |
| Uzhgorod Lumberjacks    | Užhorod       |        |                   |                               |
| Vinnytsia Wolves        | Vinnycja      |        |                   |                               |

## Stagione regolare

### Calendario

#### 1ª giornata
| Leopoli 18 aprile 2015 | Lviv Lions | 19 – 40 referto | Kiev Bandits |  |

#### 2ª giornata
| Kiev 26 aprile 2015 | Kiev Slavs | 26 – 18 referto | Dnepr Rockets |  |

| Odessa 26 aprile 2015 | Odessa Pirates | 6 – 34 referto | Kiev Bulldogs |  |

#### 3ª giornata
| Kiev 2 maggio 2015 | Kiev Bandits | 58 – 14 referto | Vinnytsia Wolves |  |

| Leopoli 3 maggio 2015 | Lviv Lions | 6 – 52 referto | Uzhgorod Lumberjacks |  |

#### 4ª giornata
| Dnipro 9 maggio 2015 | Dnepr Rockets | 8 – 50 referto | Kiev Bulldogs |  |

| Kiev 10 maggio 2015 | Kiev Slavs | 21 – 17 referto | Odessa Pirates |  |

| Chmel'nyc'kyj 10 maggio 2015 | Khmelnitskiy Gladiators | 22 – 40 referto | Rivne Monarchs |  |

#### 5ª giornata
| Vinnycja 16 maggio 2015 | Vinnytsia Wolves | 30 – 8 referto | Lviv Lions |  |

| Užhorod 17 maggio 2015 | Uzhgorod Lumberjacks | 27 – 55 referto | Kiev Bandits |  |

#### 6ª giornata
| Kiev 23 maggio 2015 | Kiev Bulldogs | 26 – 12 referto | Kiev Slavs |  |

| Odessa 24 maggio 2015 | Odessa Pirates | 17 – 0 referto | Dnepr Rockets |  |

| Rivne 24 maggio 2015 | Rivne Monarchs | 19 – 45 referto | Kiev Knights |  |

#### 7ª giornata
| Užhorod 30 maggio 2015 | Uzhgorod Lumberjacks | 54 – 32 referto | Vinnytsia Wolves |  |

| Kiev 31 maggio 2015 | Kiev Bandits | 44 – 8 referto | Lviv Lions |  |

#### 8ª giornata
| Dnipro 6 giugno 2015 | Dnepr Rockets | 8 – 26 referto | Kiev Slavs |  |

| Kiev 7 giugno 2015 | Kiev Bulldogs | 20 – 10 referto | Odessa Pirates |  |

| Rivne 7 giugno 2015 | Khmelnitskiy Gladiators | 8 – 21 referto | Kiev Knights |  |

#### 9ª giornata
| Vinnycja 13 giugno 2015 | Vinnytsia Wolves | 12 – 61 referto | Kiev Bandits |  |

#### 10ª giornata
| Kiev 21 giugno 2015 | Kiev Bulldogs | 24 – 0 referto | Dnepr Rockets |  |

| Odessa 21 giugno 2015 | Odessa Pirates | 18 – 27 referto | Kiev Slavs |  |

| Rivne 21 giugno 2015 | Rivne Monarchs | 18 – 14 referto | Khmelnitskiy Gladiators |  |

#### 11ª giornata
| Leopoli 27 giugno 2015 | Lviv Lions | 41 – 6 referto | Vinnytsia Wolves |  |

| Kiev 28 giugno 2015 | Kiev Bandits | 18 – 26 referto | Uzhgorod Lumberjacks |  |

#### 12ª giornata
| Kiev 4 luglio 2015 | Kiev Slavs | 7 – 0 referto | Kiev Bulldogs |  |

| Dnipro 5 luglio 2015 | Dnepr Rockets | 0 – 32 referto | Odessa Pirates |  |

| Kiev 5 luglio 2015 | Kiev Knights | 16 – 21 referto | Rivne Monarchs |  |

#### 13ª giornata
| Vinnycja 11 luglio 2015 | Vinnytsia Wolves | 46 – 0 referto | Uzhgorod Lumberjacks |  |

#### 14ª giornata
| Kiev 19 luglio 2015 | Kiev Knights | 59 – 18 referto | Khmelnitskiy Gladiators |  |

#### 15ª giornata
| Užhorod 25 luglio 2015 | Uzhgorod Lumberjacks | 12 – 6 referto | Lviv Lions |  |

### Classifiche
Le classifiche della regular season sono le seguenti:
- PCT = percentuale di vittorie, G = partite giocate, V = partite vinte, P = partite perse, PF = punti fatti, PS = punti subiti

#### Girone A
| Pos. | Squadra        | PCT  | G | V | N | P | PF  | PS  |
| ---- | -------------- | ---- | - | - | - | - | --- | --- |
| 1    | Kiev Bulldogs  | .833 | 6 | 5 | 0 | 1 | 154 | 43  |
| 2    | Kiev Slavs     | .833 | 6 | 5 | 0 | 1 | 119 | 87  |
| 3    | Odessa Pirates | .333 | 6 | 2 | 0 | 4 | 100 | 102 |
| 4    | Dnepr Rockets  | .000 | 6 | 0 | 0 | 6 | 34  | 175 |

#### Girone B
| Pos. | Squadra              | PCT  | G | V | N | P | PF  | PS  |
| ---- | -------------------- | ---- | - | - | - | - | --- | --- |
| 1    | Kiev Bandits         | .833 | 6 | 5 | 0 | 1 | 276 | 106 |
| 2    | Uzhgorod Lumberjacks | .667 | 6 | 4 | 0 | 2 | 171 | 163 |
| 3    | Vinnytsia Wolves     | .333 | 6 | 2 | 0 | 4 | 140 | 222 |
| 4    | Lviv Lions           | .167 | 6 | 1 | 0 | 5 | 88  | 184 |

#### Girone V
| Pos. | Squadra                 | PCT  | G | V | N | P | PF  | PS  |
| ---- | ----------------------- | ---- | - | - | - | - | --- | --- |
| 1    | Kiev Knights            | .750 | 4 | 3 | 0 | 1 | 141 | 66  |
| 2    | Rivne Monarchs          | .750 | 4 | 3 | 0 | 1 | 98  | 97  |
| 3    | Khmelnitskiy Gladiators | .000 | 4 | 0 | 0 | 4 | 62  | 138 |

## Playoff

### Tabellone
|  | Semifinali | Semifinali           | Semifinali |                      |    | Finale          | Finale          | Finale          |  |
|  |            |                      |            |                      |    |                 |                 |                 |  |
|  | 1B         | Kiev Bandits         | 22         |                      |    |                 |                 |                 |  |
|  | 1B         | Kiev Bandits         | 22         |                      |    |                 |                 |                 |  |
|  | 2A         | Kiev Slavs           | 18         |                      |    |                 |                 |                 |  |
|  | 2A         | Kiev Slavs           | 18         |                      | 1B | Kiev Bandits    | 21              |                 |  |
|  |            |                      |            |                      | 1B | Kiev Bandits    | 21              |                 |  |
|  |            |                      | 2B         | Uzhgorod Lumberjacks | 34 |                 |                 |                 |  |
|  | 1A         | Kiev Bulldogs        | 2B         | Uzhgorod Lumberjacks | 34 | 18              |                 |                 |  |
|  | 1A         | Kiev Bulldogs        |            |                      |    | 18              |                 |                 |  |
|  | 2B         | Uzhgorod Lumberjacks | 41         |                      |    | Finale 3º posto | Finale 3º posto | Finale 3º posto |  |
|  | 2B         | Uzhgorod Lumberjacks | 41         |                      |    |                 |                 |                 |  |
|  |            |                      |            |                      |    |                 |                 |                 |  |
|  |            |                      |            |                      |    | 2A              | Kiev Slavs      | 18              |  |
|  |            |                      |            |                      |    | 2A              | Kiev Slavs      | 18              |  |
|  |            |                      |            |                      |    | 1A              | Kiev Bulldogs   | 7               |  |

### Semifinali
| Kiev 12 settembre 2015 | Kiev Bulldogs | 18 – 41 referto | Uzhgorod Lumberjacks |  |

| Kiev 13 settembre 2015 | Kiev Bandits | 22 – 18 referto | Kiev Slavs |  |

### Finale 3º - 4º posto
| 3 ottobre 2015 | Kiev Bulldogs | 7 – 18 | Kiev Slavs |  |

### Finale
| Kiev 17 ottobre 2015 | Kiev Bandits | 21 – 34 (0-14 7-13 6-7 8-0) referto | Uzhgorod Lumberjacks | Stadion Spartak |

## Verdetti
- Uzhgorod Lumberjacks Campioni di Ucraina 2015